# Heliococcus slavonicus
Heliococcus slavonicus är en insektsart som beskrevs av Borchsenius och Tereznikova 1959. Heliococcus slavonicus ingår i släktet Heliococcus och familjen ullsköldlöss. Inga underarter finns listade i Catalogue of Life.